# Ferrari 412 T2
El Ferrari 412 T2 fue el coche con el que Ferrari compitió en la temporada 1995 de Fórmula 1. Diseñado por John Barnard y Gustav Brunner en Shalford (Reino Unido), el coche se presentó en Maranello el 6 de febrero de 1995.

## Diseño
El diseño del 412 T2 estuvo influenciado en gran medida por los importantes cambios reglamentarios impuestos por la FIA después de los trágicos acontecimientos del año anterior: el motor V12 se redujo de 3,5 a 3,0 litros, mientras que se añadieron nuevas estructuras de protección lateral alrededor del casco del conductor.
A pesar del trabajo simultáneo en la futura unidad V10, el motor era 20 libras más ligero que en 1994 debido al uso de acero en lugar de hierro fundido, la capacidad de combustible se redujo a 125 litros y, como consecuencia, el motor pudo montarse más adelante. Los escapes se insertaron inicialmente a través del difusor trasero, sin embargo, esto se cambió a mitad de temporada. La caja de cambios volvió a montarse en el bloque en sentido transversal, mejorando la distribución del peso en la parte trasera.

La aerodinámica se revisó con bargeboards más grandes y complejos, mientras que los alerones delanteros y traseros también se modificaron para reducir la carga aerodinámica de acuerdo con la nueva normativa. A diferencia de la mayoría de los equipos en 1995, Barnard también abandonó el diseño de "morro elevado" que Ferrari había estado utilizando durante las tres temporadas anteriores.

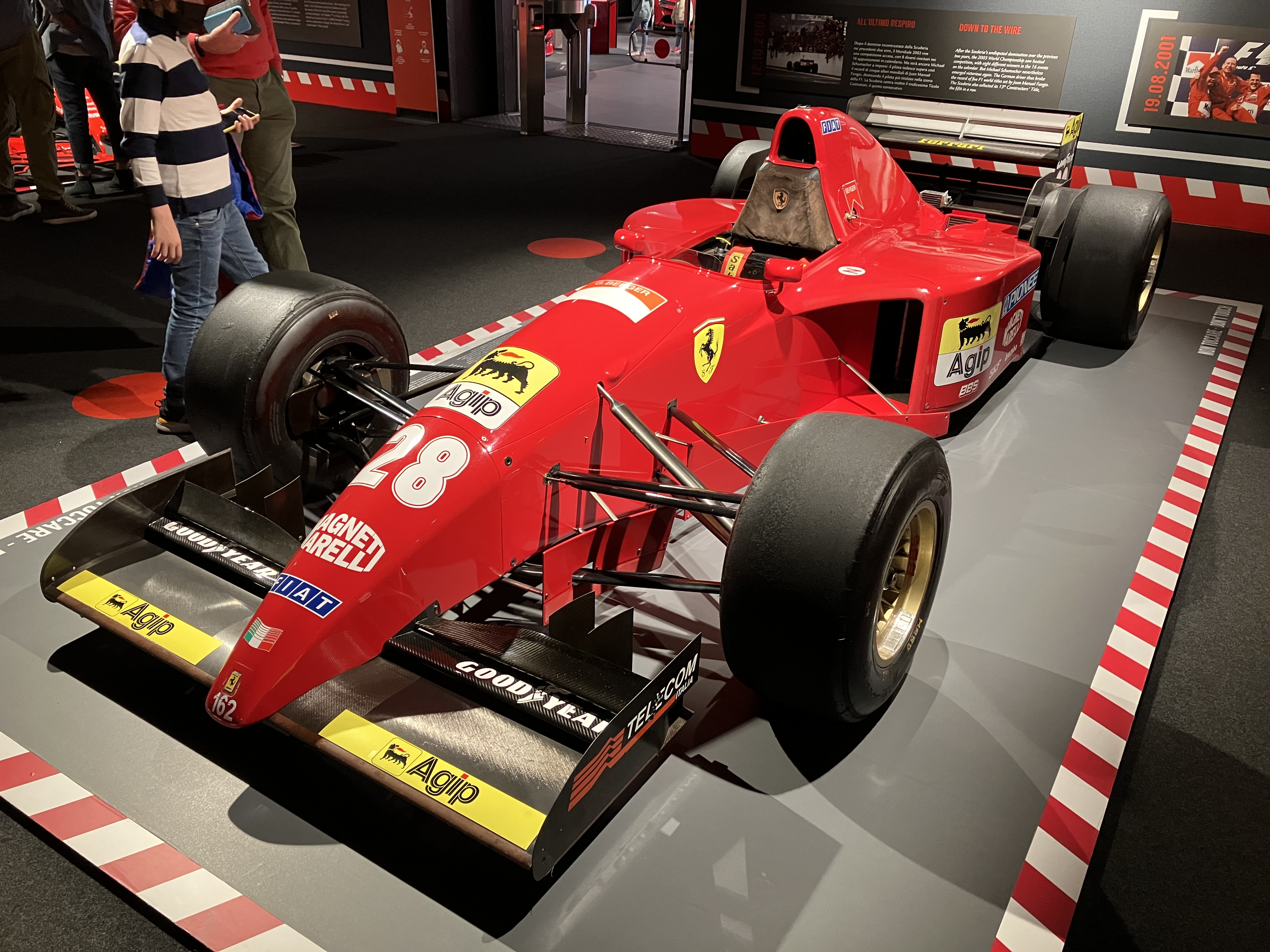
412 T2 en el Museo Ferrari
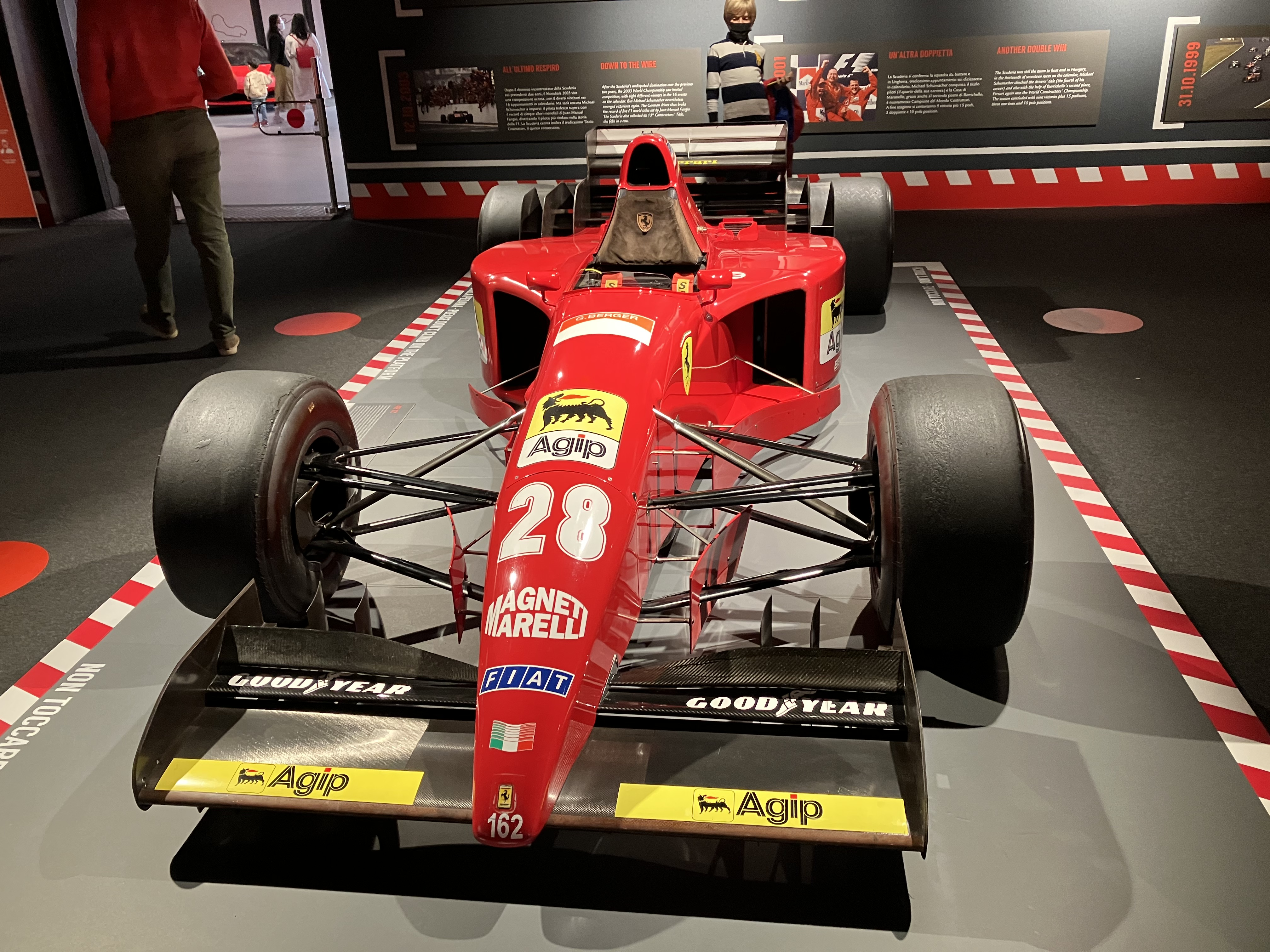
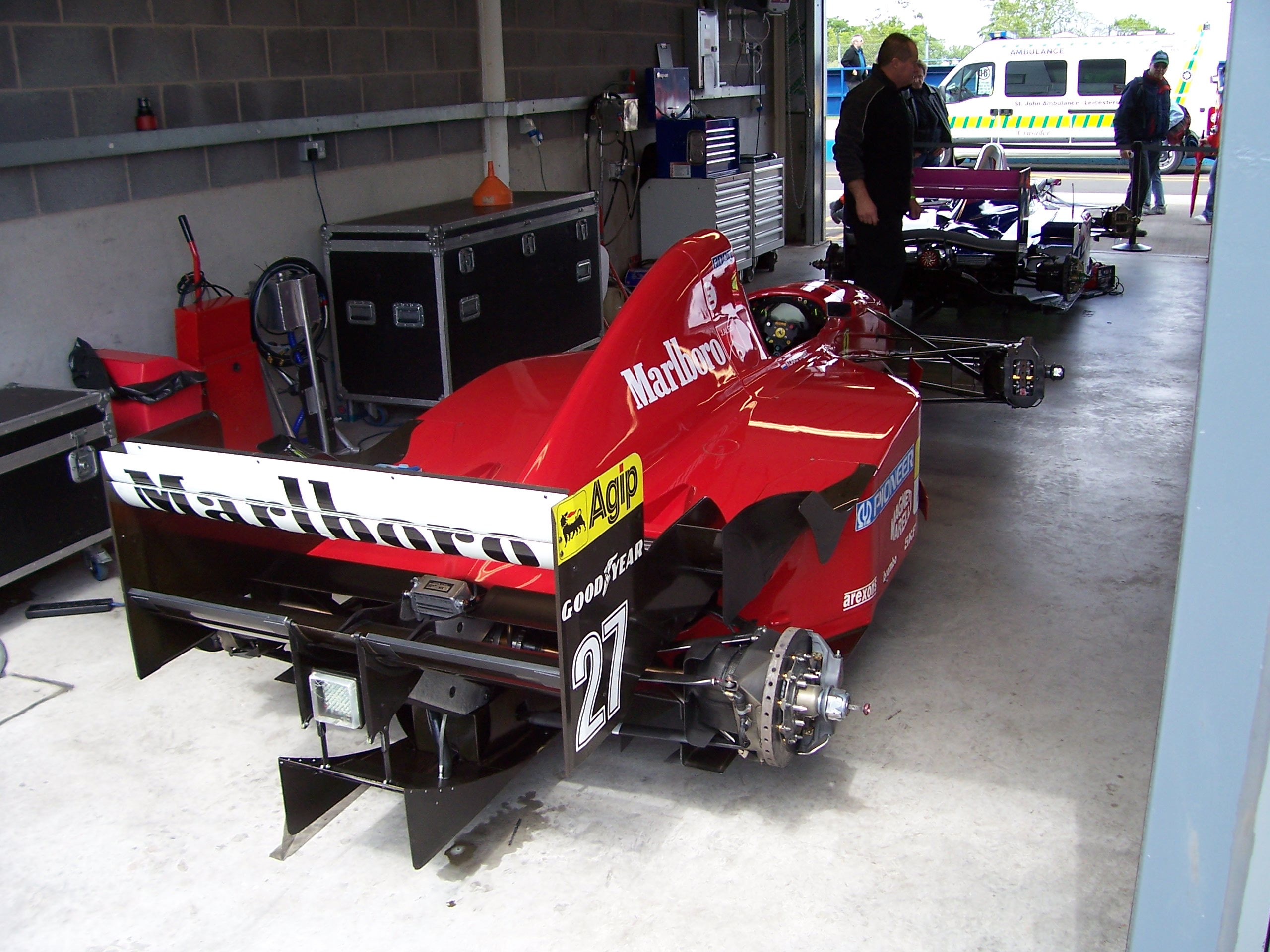
Ferrari 412 T2 en Donington Park en 2007

## Rendimiento de temporada
Este coche demostró ser un paso adelante en comparación con el 412 T1 del año anterior, pero debido a problemas de confiabilidad y al continuo dominio del motor Renault RS7 V10 aún no fue capaz de devolver a Ferrari a la lucha por el título.
Los resultados al inicio de la temporada fueron prometedores, con podios para ambos pilotos y el coche se estableció como líder. En Imola, Berger comenzó en la primera fila y marcó la vuelta más rápida, liderando la carrera antes de estancarse en las paradas en boxes. Jean Alesi ganó una emotiva primera carrera tanto para el piloto como para el chasis en el Gran Premio de Canadá, dando a Ferrari el liderato en el campeonato mundial de constructores en ese momento de la temporada.
En el circuito de alta velocidad de Spa en el Gran Premio de Bélgica, los Ferrari ocuparon la primera fila de la parrilla y las esperanzas de luchar por el título eran altas. Sin embargo, ambos coches quedaron eliminados por problemas de fiabilidad a mitad de carrera, y Alesi había vuelto a liderar. La decepción continuó en el Gran Premio de Italia, donde los Ferrari consiguieron una primera y segunda posición tras las paradas en boxes. Sin embargo, Berger sufrió un extraño abandono cuando una cámara de televisión en el alerón trasero de Alesi salió volando y destruyó la suspensión de Berger. Alesi parecía dispuesto a ganar su segundo Gran Premio, pero posteriormente se retiró por un fallo en el rodamiento de una rueda cuando sólo quedaban 8 vueltas para el final.
La competitividad disminuyó durante el resto de la temporada, y lo más destacado fue la casi victoria de Alesi en Nurburgring, cuando estuvo a tres vueltas de ganar con neumáticos muy desgastados solo para ser superado por un Schumacher que cargaba con neumáticos mucho más frescos. La temporada concluyó con el coche sumando 73 puntos en total. Esto colocó a Ferrari en el tercer lugar en la clasificación de constructores de 1995.
El 412 T2 fue sustituido por el Ferrari F310 en 1996.

## Legado
El 412 T2 fue el último coche de Fórmula 1 propulsado por un motor V12 (así como el último coche de F1 en ganar una carrera con uno) y el último coche Ferrari de Fórmula 1 que funcionó con combustible Agip.
Tanto Alesi como Berger se mudaron a Benetton para la temporada de 1996, para ser reemplazados por Michael Schumacher y Eddie Irvine. Schumacher probó con el 412 T2 y declaró que el coche era "lo suficientemente bueno para ganar un campeonato mundial".

## Otro
El 412 T2 es un vehículo jugable en F1 2017 y F1 2018 como parte de los coches clásicos. También aparece en Real Racing 3 como un vehículo desbloqueable en un evento profesional llamado "Motorfiesta 1".

## Resultados
(Clave) (negrita indica pole position) (cursiva indica vuelta rápida)

| Año     | Motor       | Neu. | N.º | Pilotos        | 1   | 2   | 3   | 4   | 5   | 6   | 7   | 8   | 9   | 10  | 11  | 12  | 13  | 14  | 15  | 16  | 17  | Puntos | Pos. |
| ------- | ----------- | ---- | --- | -------------- | --- | --- | --- | --- | --- | --- | --- | --- | --- | --- | --- | --- | --- | --- | --- | --- | --- | ------ | ---- |
| 1995    | Ferrari V12 | G    |     |                | BRA | ARG | SMR | ESP | MON | CAN | FRA | GBR | GER | HUN | BEL | ITA | POR | EUR | PAC | JPN | AUS | 73     | 3º   |
| 1995    | Ferrari V12 | G    | 27  | Jean Alesi     | 5   | 2   | 2   | Ret | Ret | 1   | 5   | 2   | Ret | Ret | Ret | Ret | 5   | 2   | 5   | Ret | Ret | 73     | 3º   |
| 1995    | Ferrari V12 | G    | 28  | Gerhard Berger | 3   | 6   | 3   | 3   | 3   | 11  | 12  | Ret | 3   | 3   | Ret | Ret | 4   | Ret | 4   | Ret | Ret | 73     | 3º   |
| Fuente: |             |      |     |                |     |     |     |     |     |     |     |     |     |     |     |     |     |     |     |     |     |        |      |